# Чиппева-Парк (Огайо)
Чиппева-Парк (англ. Chippewa Park) — переписна місцевість (CDP) в США, в окрузі Лоґан штату Огайо. Населення — 819 осіб (2020).

## Географія
Чиппева-Парк розташована за координатами 40°31′1″ пн. ш. 83°53′16″ зх. д. / 40.51694° пн. ш. 83.88778° зх. д. (40.516963, -83.887765).  За даними Бюро перепису населення США в 2010 році переписна місцевість мала площу 1,28 км², з яких 1,14 км² — суходіл та 0,14 км² — водойми.

## Демографія
Згідно з переписом 2010 року, у переписній місцевості мешкала 891 особа в 440 домогосподарствах у складі 245 родин. Густота населення становила 697 осіб/км².  Було 883 помешкання (691/км²).
Расовий склад населення:
| - 98,0 % — білих - 0,2 % — корінних американців - 0,2 % — чорних або афроамериканців - 0,2 % — азіатів |

До двох чи більше рас належало 1,2 %. Частка іспаномовних становила 1,3 % від усіх жителів.
За віковим діапазоном населення розподілялося таким чином: 15,7 % — особи молодші 18 років, 61,3 % — особи у віці 18—64 років, 23,0 % — особи у віці 65 років та старші. Медіана віку мешканця становила 50,6 року. На 100 осіб жіночої статі у переписній місцевості припадало 106,2 чоловіків;  на 100 жінок у віці від 18 років та старших — 104,6 чоловіків також старших 18 років.
Середній дохід на одне домашнє господарство  становив 33 320 доларів США (медіана — 28 967), а середній дохід на одну сім'ю — 36 268 доларів (медіана — 33 938). За межею бідності перебувало 24,3 % осіб, у тому числі 55,4 % дітей у віці до 18 років та 0,0 % осіб у віці 65 років та старших.
Цивільне працевлаштоване населення становило 333 особи. Основні галузі зайнятості: роздрібна торгівля — 20,4 %, мистецтво, розваги та відпочинок — 17,7 %, будівництво — 12,0 %, виробництво — 10,8 %.